# Holger Michael Zellentin
Holger Michael Zellentin (* 17. Januar 1976) ist ein deutscher Religionswissenschaftler. Er ist Professor für Religionswissenschaft und Judaistik an der Eberhard-Karls-Universität Tübingen.

## Leben
Er erwarb 1998 das Diplôme des Études Universitaires Générales an der Université de Strasbourg, 2000 Doctoraal an der Universität Amsterdam, 2004 den MA am Department of Religion and Department of Classics der Princeton University und 2007 den Ph.D. am Department of Religion der Princeton University. Er dozierte in der Vergangenheit am Center for Jewish Studies der Graduate Theological Union und der University of California, Berkeley, an der University of Nottingham und an der University of Cambridge. Seit 2019 ist er Professor für Religionswissenschaft mit einem besonderen Schwerpunkt Judaistik, Evangelisch-Theologische Fakultät, an der Eberhard-Karls-Universität Tübingen.

## Schriften (Auswahl)
- mit Eduard Iricinschi (Hrsg.): Heresy and identity in late antiquity. colloquium held on January 16–18 2005, „Making Selves and Marking Others: Heresy and Self-Definition in Late Antiquity“. Tübingen 2008, ISBN 3-16-149122-X.
- Rabbinic parodies of Jewish and Christian literature. Tübingen 2011, ISBN 978-3-16-150647-5.
- The Qur'ān's legal culture. The Didascalia Apostolorum as a point of departure. Tübingen 2013, ISBN 3-16-152720-8.
- (Hrsg.): The Qur'an's reformation of Judaism and Christianity. Return to the origins. London 2019, ISBN 978-1-138-56733-7.